# Padmanabham
Padmanabham là một trong 46 mandal thuộc huyện Visakhapatnam. The Mandal is bounded by Bheemunipatnam, Anandapuram mandals in Visakhapatnam District and Bhogapuram mandal in Vizianagaram District.

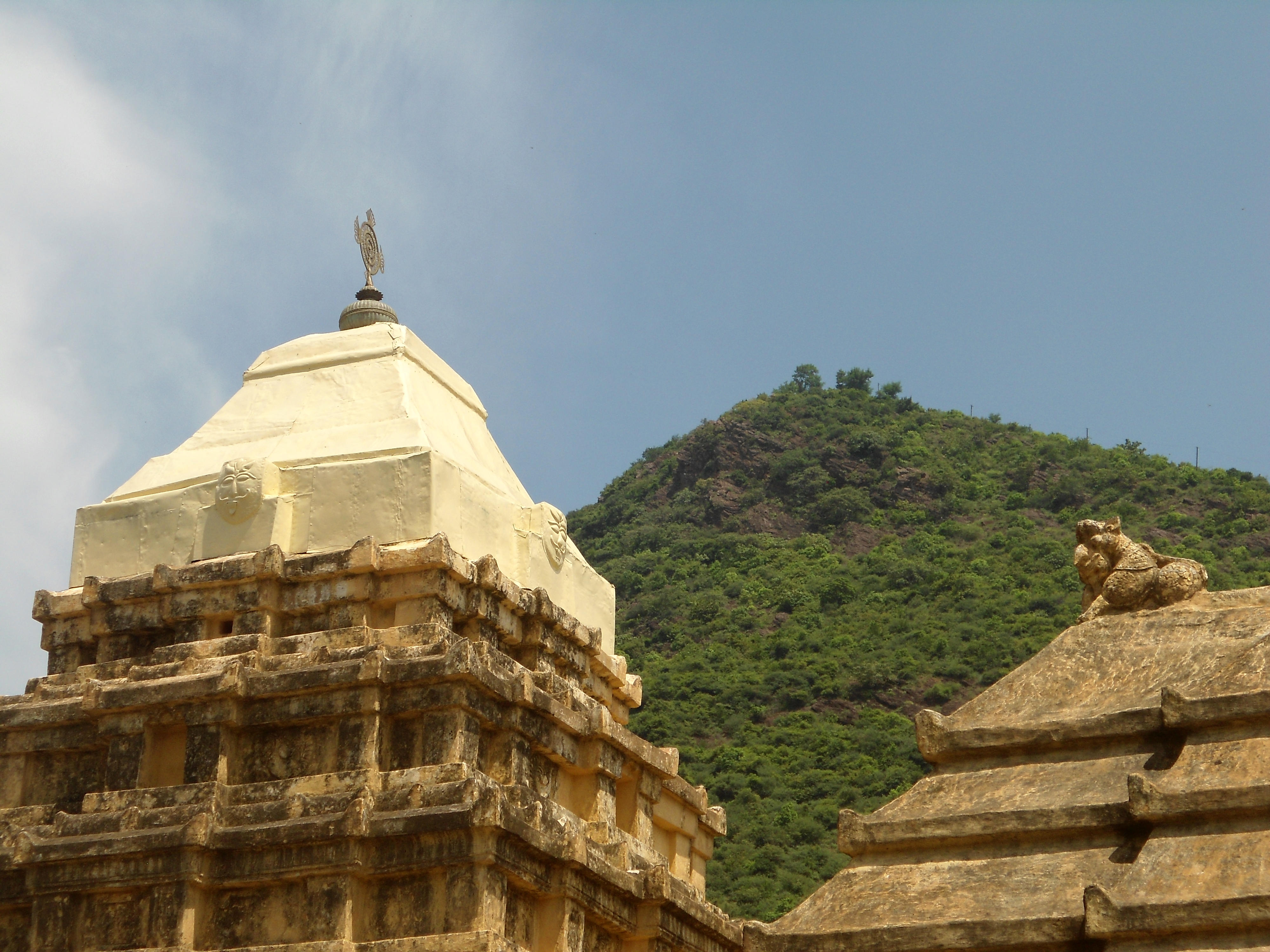
View from Lower Padmanabham Temple

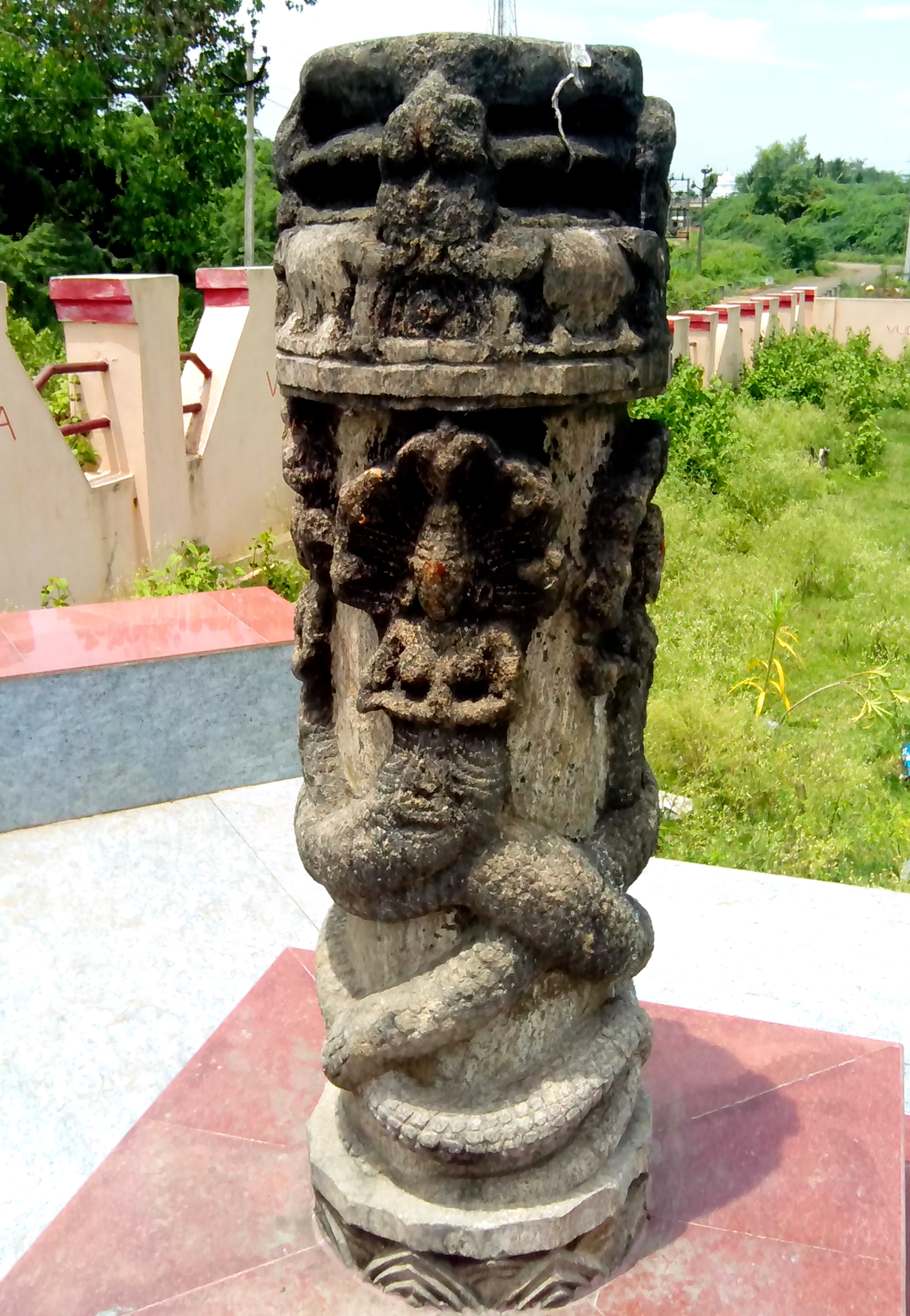
Sri Krishna Devaraya Vijayastambha (Victory Pillar) at Potnuru in Padmanabham Mandal of Visakhapatnam District, Andhra Pradesh